# Beáta Janoščíková
Beáta Janoščíková (Poprad, 14 ottobre 1993) è un'ex cestista slovacca.

## Carriera
Con la Slovacchia ha disputato i Campionati europei del 2015.